# Qods League
Qods League była najwyższą klasą rozgrywkową w piłce nożnej w Iranie. Liga istniała latach 1989–1991, lecz odbył się tylko jej jeden sezon. 

## Historia
W 1985 powstał Puchar Qods, gdzie występowały zespoły z poszczególnych ostanów. Teheran miał 2 zespoły: Teheran A i Teheran B. Teheran A wygrał puchar w 1985 i 1988, natomiast Esfahan w 1986 i 1987. Najważniejsze zawody lat 80. to Puchar Klubów Teheranu. Najwięcej tytułów mistrzowskich w tych rozgrywkach ma Persepolis Teheran. 
Po zakończeniu wojny została podjęta decyzja o zmianie formatu Pucharu Qods. W związku z tym w 1989 powstała Qods League. Zespoły rywalizowały w 2 grupach po 11 drużyn. Po 2 najlepsze drużyny z każdej zmierzyły się w półfinałach. Zwycięzcy spotkali się w finale, gdzie Esteghlal Teheran pokonał 2-1 Persepolis Teheran. Była to pierwsza edycja ligi krajowej po rewolucji. 
W 1991 Qods League została przemianowana na Azadegan League.

## Mistrzowie Qods League
- 1989/1990: Esteghlal Teheran